# Campylopus sehnemii
Campylopus sehnemii är en bladmossart som beskrevs av Edwin Bunting Bartram 1952. Campylopus sehnemii ingår i släktet nervmossor, och familjen Dicranaceae. Inga underarter finns listade i Catalogue of Life.